# Olimpíada d'escacs femenina de 1966
La 3a Olimpíada d'escacs femenina, organitzada per la FIDE, va tenir lloc l'any 1966 a Oberhausen, Alemanya Occidental.

## Resultats
Un total de 14 equips femenins es van presentar a la competició. Es va jugar per equips de dos taulers, pel sistema de tots contra tots.
| #  | País           | Jugadores                                                                     | Punts | MP |
| -- | -------------- | ----------------------------------------------------------------------------- | ----- | -- |
| 1  | Unió Soviètica | Nona Gaprindaixvili, Valentina Kozlovskaya, Tatiana Zatulovskaya              | 22    |    |
| 2  | Romania        | Alexandra Nicolau, Elisabeta Polihroniade, Margareta Perevoznic               | 20½   |    |
| 3  | RDA            | Edith Keller-Herrmann, Waltraud Nowarra, Gabriele Just                        | 17    |    |
| 4  | Iugoslàvia     | Milunka Lazarević, Verica Nedeljković, Katarina Jovanović-Blagojević          | 16½   |    |
| 5  | Països Baixos  | Corry Vreeken-Bouwman, Hendrika Timmer, Fenny Heemskerk                       | 16    |    |
| 6  | Txecoslovàquia | Květa Eretová, Jana Malypetrová, Marta Poláková                               | 15    | 16 |
| 7  | Hongria        | Éva Karakas, Gyuláné Krizsán-Bilek, Zsuzsa Verőci                             | 15    | 16 |
| 8  | Bulgaria       | Venka Asenova, Evelina Trojanska, Antonina Georgieva                          | 14    |    |
| 9  | Anglaterra     | Anne Sunnucks, Rowena Mary Bruce, Dinah Dobson                                | 12    |    |
| 10 | Estats Units   | Gisela Kahn Gresser, Lisa Lane, Eva Aronson                                   | 9½    |    |
| 11 | Polònia        | Krystyna Hołuj-Radzikowska, Mirosława Litmanowicz, Danuta Samolewicz-Owczarek | 9     |    |
| 12 | RFA            | Friedl Rinder, Ottilie Stibaner, Irmgard Kärner                               | 6½    |    |
| 13 | Dinamarca      | Ingrid Larsen, Antonina Enevoldsen                                            | 5     |    |
| 14 | Àustria        | Ingeborg Kattinger, Maria Ager, Alfreda Hausner                               | 4     |    |
| Posició | País           | 1 | 2 | 3  | 4 | 5  | 6  | 7  | 8  | 9  | 10 | 11 | 12 | 13 | 14 |  | +  | -  | = | Punts |
| ------- | -------------- | - | - | -- | - | -- | -- | -- | -- | -- | -- | -- | -- | -- | -- |  | -- | -- | - | ----- |
| 1       | Unió Soviètica | - | 0 | 1  | 2 | 2  | 1½ | 2  | 2  | 1½ | 2  | 2  | 2  | 2  | 2  |  | 11 | 1  | 1 | 22    |
| 2       | Romania        | 2 | - | 1  | 2 | 2  | 1½ | 1  | 1½ | 1½ | 0  | 2  | 2  | 2  | 2  |  | 10 | 1  | 2 | 20½   |
| 3       | RDA            | 1 | 1 | -  | ½ | 1  | ½  | 1  | 1  | 1  | 2  | 2  | 2  | 2  | 2  |  | 5  | 2  | 6 | 17    |
| 4       | Iugoslàvia     | 0 | 0 | 1½ | - | 1½ | 1  | 1  | 1  | 1½ | 1½ | 1½ | 2  | 2  | 2  |  | 8  | 2  | 3 | 16½   |
| 5       | Països Baixos  | 0 | 0 | 1  | ½ | -  | 1  | 1½ | 2  | 1½ | 1½ | 2  | 1½ | 1½ | 2  |  | 8  | 3  | 2 | 16    |
| 6       | Txecoslovàquia | ½ | ½ | 1½ | 1 | 1  | -  | 1  | 1  | 1½ | 1½ | 1  | 1½ | 1  | 2  |  | 5  | 2  | 6 | 15    |
| 7       | Hongria        | 0 | 1 | 1  | 1 | ½  | 1  | -  | 1  | 1  | 2  | 2  | 1½ | 1½ | 1½ |  | 5  | 2  | 6 | 15    |
| 8       | Bulgària       | 0 | ½ | 1  | 1 | 0  | 1  | 1  | -  | 1  | 2  | 1  | 1½ | 2  | 2  |  | 4  | 3  | 6 | 14    |
| 9       | Anglaterra     | ½ | ½ | 1  | ½ | ½  | ½  | 1  | 1  | -  | 1½ | 1  | 1½ | 1  | 1½ |  | 3  | 5  | 5 | 12    |
| 10      | Estats Units   | 0 | 2 | 0  | ½ | ½  | ½  | 0  | 0  | ½  | -  | 1  | 2  | 1½ | 1  |  | 3  | 8  | 2 | 9½    |
| 11      | Polònia        | 0 | 0 | 0  | ½ | 0  | 1  | 0  | 1  | 1  | 1  | -  | ½  | 2  | 2  |  | 2  | 7  | 4 | 9     |
| 12      | RFA            | 0 | 0 | 0  | 0 | ½  | ½  | ½  | ½  | ½  | 0  | 1½ | -  | 2  | ½  |  | 2  | 11 | 0 | 6½    |
| 13      | Dinamarca      | 0 | 0 | 0  | 0 | ½  | 1  | ½  | 0  | 1  | ½  | 0  | 0  | -  | 1½ |  | 1  | 10 | 2 | 5     |
| 14      | Àustria        | 0 | 0 | 0  | 0 | 0  | 0  | ½  | 0  | ½  | 1  | 0  | 1½ | ½  | -  |  | 1  | 11 | 1 | 4     |

### Medalles individuals
- Primer tauler: Nona Gaprindaixvili 9/11 = 81,8%
- Segon tauler: Elisabeta Polihroniade 7½ / 9 = 83,3%
- Tauler suplent: Tatiana Zatulóvskaia 8½/ 9 = 94,4%